# 大吉寺 (世田谷区)
大吉寺（だいきちじ）は、東京都世田谷区にある浄土宗の寺院。

## 概要
創建年代は不明である。ただ吉良氏（武蔵吉良氏）の祈願所だったことから、室町時代には既に存在していたものと推測される。
江戸時代中期、祐天とその弟子祐海によって中興された。元々は真言宗の寺院であったが、中興時に浄土宗に転宗した。
墓地には、旗本で有職故実研究家伊勢貞丈の墓がある。元々は江戸西久保八幡町（現・東京都港区虎ノ門）の大養寺にあったものだが、1922年（大正11年）に改葬された。
なお当寺は作家で浄土宗僧侶の寺内大吉の実家でもある。作家としては直木賞を受賞し、僧侶としては増上寺法主に就くなど多方面で活躍した。

## 交通アクセス
- 東急世田谷線世田谷駅より徒歩2分。